# 凤西塔
凤西塔，位于中国广东省梅州市大埔县三河镇汇东村，为梅州市大埔县的一个县级文物保护单位，类型为古建筑，公布时间为2005年。
凤西塔的历史年代为明嘉靖三年（1524）。